# 水上保広
水上 保広（みずかみ やすひろ、1947年10月31日 - ）は、大阪府出身の日本の俳優、声優、ナレーター。身長175cm、血液型はA型。芸能プロダクション スタート所属。

## 来歴・人物
関西を拠点に活躍している俳優の一人。父は阪東妻三郎であり、田村高廣、田村俊磨、田村正和、田村亮とは異母兄弟である。父の番頭を務めていた人物の薦めで、1963年に芸能界入り。デビュー作品は『戦国大統領』（1963、毎日放送）、『昆ちゃんの丹下左膳』（TV作品）。テレビドラマ魔像・十七の首、勝海舟などでは田村兄弟とも共演した。

## 出演

### 映画
- 人間魚雷 あゝ回天特別攻撃隊（1968年、東映）
- 座頭市喧嘩太鼓（1968年、大映）
- 悪名一番勝負（1969年、大映）
- 博徒一代 血祭り不動（1969年、大映）
- 刑務所破り（1969年、大映）
- 関東おんなド根性（1969年、大映）
- 関東おんな悪名（1969年、大映）
- 四谷怪談 お岩の亡霊（1969年、大映）
- 十代の妊娠（1970年、大映）
- ボクは五才（1970年、大映）
- 兇状流れドス（1970年、大映）
- あぶく銭（1970年、大映）
- 玄海遊侠伝 破れかぶれ（1970年、大映）
- 忍びの衆（1970年、大映）
- 新女賭博師 壷ぐれ肌（1971年、大映）
- 蜘蛛の湯女（1971年、大映）
- 炎のごとく（1981年、大和新社）

### テレビドラマ
- 丹下左膳
- 魔像・十七の首（1969年、朝日放送）
- 新諸国物語 笛吹童子（1972年、TBS / 大映テレビ） - 上月左源太
- 水戸黄門（TBS / C.A.L）
  - 第4部 第32話「からくり異聞 -宇都宮-」（1973年8月27日） - 奥平昌能
  - 第7部 第10話「吼えろ北海の火縄銃 -函館-」（1976年7月26日） - 松前高広
  - 第8部 第20話「虚無僧の密書 -洲本-」（1977年11月28日） - 喜作
  - 第9部 第16話「百万石の味自慢 -金沢-」（1978年11月20日） - 前田綱紀
  - 第14部 第15話「仇討ち悲願化物まつり -鶴岡-」（1984年2月6日） - 酒井忠温
  - 第15部
    - 第8話「母恋し五木の子守唄 -熊本-」（1985年3月18日）- 側用人の配下
    - 第12話「偽黄門様は喧嘩医者 -小倉-」（1985年4月15日） - 横田源八
    - 第16話「弥七に似ていた風来坊 -広島-」（1985年5月13日） - 清次

  - 第16部
    - 第5話「花嫁は免許皆伝 -藤枝-」（1986年5月26日） - 太田資直
    - 第13話「想い叶えた愛の組紐 -膳所-」（1986年7月21日） - 山西和馬
    - 第29話「鬼面に隠れた忠義の心 -盛岡-」（1986年11月10日） - 土屋和馬

  - 第17部
    - 第5話「男十手の木曽節仁義 -妻籠-」（1987年9月28日） - 木曽屋の番頭
    - 第16話「命がけの母娘再会 -宇和島-」（1987年12月14日） - 柿内一派

  - 第18部
    - 第12話「非情の猿面暗殺団 -彦根-」（1988年11月28日） - 堀井
    - 第29話「母恋し涙の馬子唄 -三島-」（1989年4月3日）

  - 第19部
    - 第12話「仇討ち悲願の名人芸 -一関-」（1989年12月11日） - 田村建顕
    - 第26話「仇討ち小諸馬子唄 -小諸-」（1990年3月26日） - 平山吉太郎

  - 第20部
    - 第1話「水戸黄門 -水戸-」（1990年10月22日） - 速水兵馬
    - 第3話「情けが仇のとろろ汁 -駿府-」（1990年11月5日） - 田辺新之助
    - 第12話「悪を糺す阿波踊り -徳島-」（1991年1月28日） - 蜂須賀綱矩
    - 第44話「涙で染めた紅花紬 -山形-」（1991年9月9日） - 森村
    - 第47話「嘘を承知の偽黄門 -日光-」（1991年9月30日） - 阿部正邦

  - 第21部
    - 第11話「姫君替玉大作戦 -阿蘇-」（1992年6月15日） - 細川綱利
    - 第31話「男意気地の仇討ち悲願 -岩槻-」（1992年11月2日） - 甲坂市之進

  - 第22部
    - 第4話「心の剣で悪を斬る -藤枝-」（1993年6月7日） - 太田資直
    - 第21話「妻をも騙した武士の真実 -萩-」（1993年10月4日） - 毛利吉就
    - 第27話「女たちの復讐 -大聖寺-」（1993年11月15日） - 望月多聞
    - 第35話「飛脚競べで悪を討つ -宇都宮-」（1994年1月17日） - 奥平昌章

  - 第23部
    - 第24話「お銀に惚れた人形師 -福岡-」（1995年1月23日） - 黒田綱政
    - 第37話「育ての母は木曽節お仙 -妻籠-」（1995年4月24日） - 木曽屋の番頭

  - かげろう忍法帖
    - 第6話「百花繚乱夢芝居」（1995年6月26日） - 前田利直
    - 第13話「悪党共よ夢を見ろ」（1995年8月14日） - 松平定直

  - 第24部 第21話「鬼と呼ばれた父の真実 -鳥取-」（1996年2月12日） - 池田綱清
  - 第25部 第12話「夢を咲かせた大谷焼 -鳴門-」（1997年3月10日） - 蜂須賀綱矩
  - 第26部 第25話「母に背いた娘の涙 -諏訪-」（1998年8月10日） - 加兵衛
  - 第27部
    - 第7話「父を奪った銀の山 -尾花沢-」（1999年5月3日） - 間垣庄左衛門
    - 第22話「恋を探した盆踊り -柏崎-」（1999年8月16日） - 問屋

  - 第28部
    - 第12話「女三人崖っぷち勝負！ -鳴海-」（2000年5月29日） - 条吉
    - 第29話「妻を裏切る夫の本心 -広島-」（2000年10月16日） - 錦屋清兵衛

  - 第29部 第5話「波乱万丈の旅立ち -甲府-」（2001年4月30日） - お袖の父
  - 第31部
    - 第5話「やんちゃ姫の大冒 -浜松-」（2002年11月11日） - 山崎十四郎
    - 第21話「黄門様と七化けのお京 -広島-」（2003年3月17日） - 冬木右京之助

  - 第32部 第4話「響け！汗と涙の御諏訪太鼓 -諏訪-」（2003年8月18日）
  - 第33部
    - 第6話「忍びの里宿命の対決 -伊賀-」（2004年5月24日） - 南雲太兵衛
    - 第20話「地獄酒場は金山の入口 -佐渡-」（2004年9月6日） - 隠密奉行

  - 第34部 第2話「頑固な母がついた嘘 -岩城-」（2005年1月17日） - 番頭
  - 第35部 第14話「仇が教えた命の重さ -鹿児島-」（2006年1月23日） - 鹿児島藩士
  - 第36部
    - 第2話「母子逢わせた達磨さま -高崎-」（2006年7月31日） - 旅籠の主人
    - 第13話「お江戸から来た凸凹家族  -萩-」（2006年10月30日） - 藤二郎

  - 第37部 第14話「大食い男の恩返し -盛岡-」（2007年7月9日） - 久右衛門
  - 第38部 第11話「にわか侍一直線! -郡上八幡-」（2008年3月17日） - 工藤又四郎
  - 第39部 第12話「愛と復讐の桜島 -鹿児島-」（2009年1月12日） - 菊村静山
  - 第40部 第10話「赤い恐怖! 心の叫び -久保田-」（2009年9月21日） - 堀伝兵衛
  - 第41部 第1話「恋と嵐の江戸の春（前編） -江戸-」（2010年4月12日） - 家臣
  - 第42部 第11話「大晦日、都で悪の大掃除 -京-」（2010年12月20日） - 近衛基熙
- 部長刑事
- 必殺シリーズ（ABC / 松竹）
  - 必殺仕置人
    - 第7話「閉じたまなこに深い渕」（1973年） - 手代 多助

  - 暗闇仕留人（1974年）
    - 第1話「集まりて候」 - 同心 飯島
    - 第14話「切なくて候」 - 伊太郎

  - 必殺仕業人 第25話「あんたこの毒手をどう思う」（1976年） - 美濃屋
  - 新・必殺仕置人
    - 第3話「現金無用」（1977年） - 太吉
    - 第38話「迷信無用」（1977年） - 仙太郎

  - 翔べ! 必殺うらごろし 第12話「木が人を引き寄せて昔を語る」（1979年） - 三杉清景
  - 必殺仕事人
    - 第12話「三味の音は七つの柩のとむらい唄か?」（1979年） - 村川
    - 第22話「登城の大名駕籠はなぜ走るのか?」（1979年） - 大田原和清
    - 第33話「炎技 半鐘撲り」（1980年）- 高田東馬
    - 第74話「引き技 強奪押し込み斬り」（1981年） - 細野進平

  - 必殺仕舞人 第12話「おちゃれ節騙した男へ波しぶき -紀伊-」（1981年） - 利助
  - 新・必殺仕事人 第1話「主水腹が出る」（1981年） - 新助
  - 必殺仕事人III　第6話「女牢に目をつけたのは主水」（1982年） - 専斉
  - 必殺仕事人IV 第24話「秀 空中で闘う」（1984年） - 辰蔵
  - 必殺仕切人 第3話「もしもお江戸にピラミッドがあったら」（1984年） - 源次
  - 必殺仕事人V・旋風編 第6話「せん、りつ、カチンカチン体操をする」（1986年） - 青木田右衛門
  - 必殺仕事人V・風雲竜虎編
    - 第11話「大江戸F.F.騒動!」（1987年） - 榊原甲斐守
    - 第16話「白か黒か大商人誘拐騒動」（1987年7月10日） - 伝一

  - 必殺仕事人2009 第4話（2009年2月6日）
- 座頭市物語（CX / 勝プロ）
  - 第17話「花嫁峠に夕陽は燃えた」（1975年）
- 影同心II（MBS / 東映）
  - 第4話「風にりんどう小紫」（1975年） - 馬吉
  - 第18話「身代りの報酬」（1976年） - 伊助
- 遠山の金さん 杉良太郎版（NET/東映）
  - 第1シリーズ
    - 第19話「渡る世間の鬼を斬れ‼」（1976年）- 茂七
    - 第33話「五色の手鞠を離すな!!」（1976年）- 卯之助
    - 第91話「初恋に散った女」（1977年）- ろ組纏火消 弥太郎

  - 第2シリーズ　第15話「嘘つき小僧が飛んで来た！」（1979年）- 巳之吉
- 銭形平次（CX）
  - 第555話「凧凧あがれ」（1977年） - 長次
  - 第616話「旗本襲撃」（1978年） - 源八 　
  - 第665話「殉職 榊同心」（1979年） - 小吉
  - 第871話「影」（1983年） - 佐太郎
- 江戸を斬る（TBS / C.A.L）
  - 江戸を斬るII 第2話「勇気ある決断」 (1975年) - 原田喜之助
  - 江戸を斬るIII (1977年) - 木島忠兵衛 （セミレギュラー）
  - 江戸を斬るVII 第22話「襲われた御用金」（1987年）
  - 江戸を斬るVIII 第19話「浮世絵に死の匂い」（1994年）
- 暴れん坊将軍シリーズ（ANB / 東映）
  - 吉宗評判記 暴れん坊将軍
    - 第5話「大奥に咲いた春」（1978年） - 島田
    - 第33話「天下御免の大名じるこ」（1978年） - 孝助
    - 第51話「魚河岸の花嫁」（1979年） - 三沢哲之進
    - 第57話「百鬼・一刀両断!」（1979年） - 彦原政四郎
    - 第93話「呆れかえった武門の意地」（1979年） -職人
    - 第100話「天下御免のにせ將軍」（1980年） - 仁吉
    - 第133話「聞いてちょ! 爺ちゃん若様評判記」（1980年） - 嘉助
    - 第140話「天下御免のあばれ槍」（1980年） - 中丸辰之進
    - 第166話「鈴に誓った前髪剣法」（1981年） - 吉岡辰之進
    - 第202話「ずっこけ勘八功名噺」（1982年） - 佃研堂

  - 暴れん坊将軍II
    - 第8話「五万両のとんぼ返り」（1983年） - 牧野清之丞
    - 第83話「赤い蹴出しの火消し志願!」（1984年） - 森助
    - 第127話「女の聖域 駆込寺無情!」（1985年） - 村田源三郎
    - 第163話「のぞきは下手な鬼同心!」（1986年） - 松之助

  - 暴れん坊将軍III
    - 第17話「ちゃんにとどけ! 江戸ばやし」（1988年） - 高田和泉
    - 第34話「男無用のつっぱり十手!」（1988年） - 丹波屋仙吉
    - 第54話「名奉行、なさけの仇討」（1989年） - 平石三五郎
    - SP「みちのく血判状! 魔性の谷の決戦!!」（1989年） - 旗本
    - 第81話「八百八町を狙う公家剣法!」（1989年） - 平石三五郎
    - 第91話「地獄を見たかオウムちゃん」（1989年） - 遊佐右門
    - 第108話「復讐!鬼女の涙」（1990年） - 桜井十兵衛
    - 第118話「吉宗 まさかの刑場破り!」（1990年） - 京丸屋惣兵衛

  - 暴れん坊将軍IV
    - 第23話「死を呼んだ玉の輿!」（1991年） - 坂東吉三郎
    - 第30話「紀州の海鳴りおやこ波」（1991年） - 松永平兵衛
    - 第48話「春一番! 天狗の子がやって来た」（1992年） - 松造
    - 第73話「誘拐! 乙女涙の初恋」（1992年） - 弥市

  - 暴れん坊将軍V
    - 第4話「尼さんやくざが突っ走る!」（1993年） - 七五郎
    - 第20話「悪人志願の娘」（1993年） - 彦七
    - 第22話「無法街の花姉妹」（1993年） - 沖田只七
    - 第39話「偽将軍様の悪党退治I?」（1994年） - 神崎小五郎

  - 暴れん坊将軍VI
    - 第12話「人情落語長屋」（1994年） - 白石
    - 第19話「五千両の恋泥棒!」（1995年） - 小野沢
    - 第24話「剣難女難の恋指南」（1995年） - 前田吉徳
    - 第39話「死を呼んだ悲願花」（1995年） - 巳之助

  - 暴れん坊将軍VIII
    - 第18話「口づけが起こした波紋」（1998年） - 与板藩主・井伊兵部少輔

  - 暴れん坊将軍IX
    - 第8話「処刑直前! 赤ん坊を産む女囚」（1999年） - 清庵

  - 暴れん坊将軍XI
    - 第17話「危機一髪!お庭番の禁じられた恋」（2001年） - 大崎弥十郎
- 服部半蔵 影の軍団 第23話「赤い蛇の目は死の宣告」（1980年、KTV） - 太市
- 斬り捨て御免!第1シリーズ（TX）
  - 第7話「女の肌に秘めた謎」（1980年） - 鳥居吉之助
  - 第25話「野獣討つべし」（1980年） - 工藤俊作
- 遠山の金さん (高橋英樹) （テレビ朝日）
  - 第1シリーズ 第32話「悪徳与力に狙われた若妻!」（1982年）
  - 第2シリーズ 第15話「二人の男に愛された女!」（1986年）
  - 第2シリーズ 第26話「愛を知らない女の愛!」（1986年）- 清六
- 眠狂四郎円月殺法 第11話「姫君みだれ舞い妖艶剣 -藤枝の巻-」（1983年、TX） - 松吉
- 赤かぶ検事奮戦記シリーズ（ABC）
  - （フランキー堺版）
    - 赤かぶ検事奮戦記III 第11話「三年目の疑惑・夫は殺人犯か」（1983年） - 桐村三郎
    - 赤かぶ検事の逆転法廷 第3話「殺人現場ナマ録音」（1992年）

  - （中村梅雀版）第2話「釘ぬき地蔵殺人事件」（2010年） - 月乙正次郎
- 木枯し紋次郎（フジテレビ）
  - 第7話 「六地蔵の影を斬る」- 浜吉 役
- 大岡越前（TBS / C.A.L）
  - 第7部 第9話「天下一品意地くらべ」（1983年6月20日） - 修理大夫利視
  - 第13部 第22話「赤に怯える女」（1993年4月12日） - 与七
- 長七郎江戸日記
  - 第1シリーズ 第19話「裏切り御免」（1984年2月28日） - 皆川嘉明
  - 第1シリーズ 第70話「泣くな!寅」（1985年9月24日） - 牧野利勝
  - 第1シリーズ 第94話「古傷」（1986年4月8日） - 重政
  - 第2シリーズ 第17話「夫婦飛脚・恋の綱引」（1988年6月14日） - 鳶山采女正
  - 第2シリーズ SP3「一心太助とご落胤・男一匹ここにあり」（1988年9月27日） - 幕閣
  - 第2シリーズ 第41話「妻たちの仇討」（1989年2月7日） - 村山新八
  - 第3シリーズ 第3話「思い川」（1990年10月30日） - 礼二郎
  - 第3シリーズ 第23話「霊験あらたか」（1991年4月30日） - 仙吉
  - 第3シリーズ 第37話「鉄火芸者の心意気」（1991年9月3日） - 柴田十悟
- 12時間超ワイドドラマ⇒新春ワイド時代劇（TX）
  - 風雲江戸城 怒涛の将軍徳川家光（1987年） - 池田忠雄
  - 天下の副将軍水戸光圀 徳川御三家の激闘（1992年） - 松平頼重
  - 炎の奉行 大岡越前守（1997年） - 徳川綱條 役
  - 壬生義士伝〜新選組でいちばん強かった男〜（2002年）
  - 忠臣蔵 瑤泉院の陰謀（2007年）
  - 忠臣蔵〜その義その愛（2012年） - 大野九郎兵衛
- 若大将天下ご免! 第4話「悲しい舟を漕ぐ女!」（1987年、ANB） - 新吉
- 付き馬屋おえん事件帳（TX）
  - 第1シリーズ 第3話「爪の代金 五十両」（1990年） - 大阪屋
  - スペシャル「散る花 咲く花 吉原と大奥の光と影!」（1993年）
  - 第3シリーズ 第2話「乳房千両」（1995年）
- 年末時代劇スペシャル
  - 勝海舟（1990年） - 新見正興
- お江戸捕物日記 照姫七変化 第1話「暴れん坊姫の謎」（1990年、CX / 東映）
- 八百八町夢日記（NTV）
  - 第1シリーズ 第25話「しのぶ恋、忘れ貝」（1990年） - 山田
  - 第2シリーズ 第1話（SP）「みちのく忠臣蔵」 - 徳川家斉
  - 第2シリーズ 第11話「命がけ! 鉄火肌の女」（1992年）
  - 第2シリーズ 第18話「花の吉原大脱走」（1992年） - 舟木兵庫助
- 女忍かげろう組（1990年、NTV）
- 将軍家光忍び旅（ANB / 東映）
  - 第1シリーズ 第2話「父ちゃんの海を返せ!」（1990年） - 仙造
  - 第1シリーズ 第15話「旅人泣かせの船宿退治」（1991年） - 彦六
  - 第2シリーズ 第14話「名馬危うし!望月牧場の黒い罠」（1993年） - 坂井文兵衛
- 鬼平犯科帳（CX / 松竹）
  - 第2シリーズ 第9話「本門寺暮雪」（1990年） - 細井彦右衛門
  - 第7シリーズ
    - 第3話「妖盗葵小僧」（1996年）
    - 第8話「泣き味噌屋」（1997年）
- 名奉行 遠山の金さん（ANB / 東映）
  - 第2シリーズ 第18話「夜空を飛んだ女の執念」（1989年） - 越前屋
  - 第3シリーズ 第20話「美人姉妹の七変化」（1991年） - 塚越武太夫
  - 第5シリーズ 第1話「桜吹雪が泣いた!」（1993年） - 小野但馬守
  - 第6シリーズ 第20話「夫の情死を探る妻」（1994年） - 湊屋宗助
  - 第7シリーズ 第13話「江戸の復顔術 姉と妹の手毬唄」（1996年） - 忠助
- いのちの現場から（1992年、MBS）
- 銭形平次（CX）
  - 第2シリーズ 第7話「真夜中の客」（1992年）
  - 第3シリーズ 第14話「死の花嫁衣裳」（1993年） - 伝蔵
- 半七捕物帳 第11話「闇の顔役」（1992年、NTV / ユニオン映画） - 紀州屋宗助
- 闇を斬る!大江戸犯科帳（1993年、NTV）
  - 第1話「闇奉行誕生!」 - 綾部の家臣
  - 第18話「闇に咲く花」 - 片野勝三郎
- 江戸の用心棒（NTV）
  - パート1 第17話「走れ!夜逃げ屋」（1994年） - 半助
  - パート2 第1話「命を賭けた鬼与力」（1995年）
- 連続テレビ小説（NHK）
  - ふたりっ子（1996年）
  - ほんまもん（2001年）
  - 風のハルカ（2005年）
- 南町奉行事件帖 怒れ!求馬シリーズ（TBS）
  - 第1シリーズ 第8話「罪を償うお役者小僧」（1997年） - 藤八
  - 第2シリーズ 第14話「妹は可愛い小悪魔」（2000年） - 番頭
- 部長刑事シリーズ・シンマイ。 （2001年、ABC） - 佐々木刑事
- 御家人斬九郎 第5シリーズ 第1話「迷惑な忠義者」（2001年、CX / 映像京都） - 美濃屋
- 剣客商売 （CX / 松竹）
  - 第3シリーズ 第4話「冬木立」（2001年） - 伊之助
  - 第4シリーズ 第1話「陽炎の男」（2001年） - 秋田屋太兵衛
- 土曜ワイド劇場 / 京都祇園殺人事件（2003年、ANB）
- 金曜エンタテイメント / 京都祇園入り婿刑事事件簿11（2004年、CX） - 小林信也
- 逃亡者 おりん 第11話「裏切りに哭いた愛」（2007年、TX） - 松平下総守
- マウンテンドア（2007年、SK）
- 素浪人 月影兵庫 第8話（2007年、EX）
- お江戸吉原事件帖 第7話「思いはめぐる糸車」（2007年、TX）
- 主水之助七番勝負〜徳川風雲録外伝〜（2008年） - 三石清右衛門
- 赤かぶ検事 京都篇 第2話「釘ぬき地蔵殺人事件」（2010年、TBS） - 月乙正次郎
- おみやさん （EX）
  - 第7シリーズ 第3話（2010年）

### Vシネマ
- 極道の2号たち1・2（1996年 - 1997年、ミュージアム）
- 首領への道1 - 6、8 - 10、20（1998年 - 2002年、GPミュージアム）

### 舞台
- 唄子啓助劇団
- 小林旭公演